# Dime quién????
«Dime quién????» es una canción grabada por el cantante y compositor puertorriqueño Rauw Alejandro para su álbum de estudio Saturno saliendo como tercer sencillo y fue producida por Tainy y el Zorro, fue lanzada para descarga digital, la canción trata de un hombre que al ver a su amor con otro, lo empiezan a comer los celos e intenta saber quién es él.

## Antecedentes y lanzamiento
Rauw anuncio, a través de su cuenta de Instagram, hace unas horas antes de su publicación, de imprevisto, mediante un post, en dónde indicaba el nombre del tema y la hora a la que saldría. Además, añadió los nombres de los productores: Tainy y el Zorro, seudónimo con el que se denomina a sí mismo.

## Música y letra
Musicalmente, «Dime quién????» es una música de pop sintetizado y también es música urbana, Líricamente «Dime quién????» relata el desesperado intento de un amante por descubrir quién es la persona que le arrebata el tiempo de su amor verdadero, la letra incluye, "Vi la foto que subiste por BeReal
Te agarrabas de otra mano/
Tu pelo como siempre con la brisa
Pero con él se ve más grande tu sonrisa/ dime/ ¿Quién es/
El que ahora te hace el amor en el coche?/
El último que le hablas por las noches/
Y te despides al dormir/
¿Quién fue
El cabrón que me robó tus beso'?/
Ahora me revientan todos los sesos/
Si, yo no quería dejarte ir"

## Video musical
Un video fue lanzado simultáneamente con el audio, el visual fue dirigido por Martin Seipel, nos lleva a un paseo lleno de melancolía por las calles de Nueva York, donde Rauw le suplica a su amor perdido que confiese con quien pasa todo su tiempo, lo empiezan a comer los celos y
Le revela que ha visto sus viejos vídeos privados y le recuerda que nadie puede hacerla sentir como él. La sensación de urgencia y pérdida se une a las frías calles de la ciudad, que aumentan el sentimiento de soledad y desamor.